# إمامزادة إسماعيل (إقليد)
إمامزادة إسماعيل (بالفارسية: امامزاده اسماعیل) هي قرية تقع في Ahmadabad Rural District في إيران. يقدر عدد سكانها بـ 1,990 نسمة .